# Spacer’s Toulouse
Spacer’s Toulouse ist ein französischer Volleyballverein aus Toulouse, dessen erste Männermannschaft in der höchsten nationalen Liga und im Europapokal spielt.

## Geschichte
Zunächst gab es mit dem 1929 gegründeten Toulouse Université Club (TUC) und dem 1945 entstandenen Toulouse Olympique Aérospatiale Club (TOAC) zwei Volleyballvereine in Toulouse. Diese beiden Vereine fusionieren 1994 zu TOAC-TUC Volleyball-Ball. 1996 vereinigten sich auf Vorschlag des Präsidenten des örtlichen Basketballvereins die beiden Sportarten sowie Handball und Rugby unter dem Namen Spacer’s Toulouse. Drei Jahre später stiegen die Basketballer aus und das gemeinsame Projekt endete; nur die Volleyballer behielten den Namen.
1996 gelang Spacer’s Toulouse der Aufstieg in die erste Liga Pro A, wo die Mannschaft zunächst zweistellige Platzierungen erzielte. 2004/05 war sie für eine Saison zweitklassig, schaffte jedoch den sofortigen Wiederaufstieg. In der Saison 2006/07 erreichte der Verein das Halbfinale im nationalen Pokalwettbewerb und den dritten Platz in der Meisterschaft. Im CEV-Pokal 2007/08 kam Toulouse ins Viertelfinale und unterlag dort M. Roma Volley. 2008/09 gab es einen fünften Rang in der Meisterschaft und das Halbfinale im nationalen Pokal. 2013 stand die Mannschaft erstmals im nationalen Pokalfinale, das sie mit 1:3 gegen Tours Volley-Ball verlor. In den nächsten beiden Jahren kam sie jeweils in Pokal-Halbfinale. In der Saison 2014/15 erreichte sie außerdem wieder das Viertelfinale im CEV-Pokal und musste sich Dynamo Moskau geschlagen geben. 2017 wurde sie französischer Vizemeister. Damit qualifizierte sich Spacer’s Toulouse für die Champions League 2017/18. In der Vorrunde traf die Mannschaft unter anderem auf den deutschen Meister Berlin Recycling Volleys.